# Islas Balintang
Las islas Balintang son un grupo de islas filipinas, parte del archipiélago de las Babuyanes. Están situadas al norte de la de Luzón.

## Toponimia
Las islas pueden aparecer referidas con las grafías «Balintang» y «Balingtang».

## Descripción
Las islas están situadas en el canal del mismo nombre, al norte de la isla de Luzón. Aparecen descritas en el primer volumen del Diccionario geográfico, estadístico, histórico de las Islas Filipinas (1850) de Manuel Buzeta Núñez y Felipe Bravo con las siguientes palabras:

BALINGTANG: conócese con este nombre tres pequeñas islitas de las llamadas Babuyanes al N. de la grande isla de Luzon; las tres se hallan en línea recta de O. á E.: la mas occidental es la mayor, y su centro se encuentra en los 125° 40' long., 19° 56' lat.; apenas tiene ½ leg. cuadrada de superficie, y las otras dos que sehallan separadas de esta y entre sí por canales muy estrechos, no tienen todavía la mitad de su estensión.
(Buzeta y Bravo, 1850, p. 335)